# 西蒙娜·里涅里
西蒙娜·里涅里（義大利語：Simona Rinieri，1977年9月1日—），意大利前女子排球运动员。她曾代表意大利国家队参加2000年和2004年夏季奥林匹克运动会排球比赛，均未能获得奖牌。